# لا چپلوده
لا چپلوده (به فرانسوی: La Chapelaude) یک کمون (فرانسه) در فرانسه است که در آلیه واقع شده‌است. لا چپلوده ۲۸٫۶ کیلومتر مربع مساحت دارد ۲۴۱ متر بالاتر از سطح دریا واقع شده‌است.